# Gasparo Cavalieri
Gasparo Cavalieri (né en 1648 à Rome, alors la capitale des États pontificaux et mort le 17 août 1690 dans la même ville) est un cardinal italien de la fin du XVIIe siècle.

## Biographie
Gasparo Cavalieri est notamment clerc au Tribunal suprême de la Signature apostolique. 
Il est créé cardinal par le pape Innocent XI lors du consistoire du 2 septembre 1686. 
Le cardinal Cavalieri est nommé archevêque de Capoue en 1687. Il participe au conclave de 1689, lors duquel Alexandre VIII est élu pape.